# Ischnura ariel
Ischnura ariel – gatunek ważki z rodziny łątkowatych (Coenagrionidae).